# La Cenicienta
La Cenicienta es un cuento de hadas que cuenta con varias versiones, orales y escritas, antiguas y modernas, procedentes de varios lugares del mundo; especialmente del continente eurasiático. En el sistema de clasificación de Aarne-Thompson, se adscribe al grupo de los cuentos folclóricos ordinarios (II), dentro de él, al de los ayudantes sobrenaturales (500 - 559), y en concreto al subtipo 510 A: el de la heroína perseguida.
La primera versión escrita y publicada es la del italiano Giambattista Basile "La Gatta Cenerentola" (en el original napolitano, "La gatta cennerentola"), que bebe de la tradición juliana; en esa zona, se habla el napolitano en el que está escrito el cuento de Basile, el cual forma parte de la obra Pentamerón, que fue publicado póstumamente en 1634. Posteriormente fueron publicadas las dos versiones más populares del cuento, la del francés Charles Perrault que se conoce con el título Cendrillon ou La petite pantoufle de verre (Cenicienta o El zapatito de cristal), que escribió en 1697 una versión diferente de la historia transmitida mediante tradición oral pero con grandes similitudes a la de Basile; y en 1812 la versión de los alemanes hermanos Grimm, que forma parte de la colección de cuentos de hadas ("Märchen") de los Kinder- und Hausmärchen (Cuentos de la infancia y del hogar). La versión de los hermanos Grimm varía sin embargo en muchos detalles de la italiana y de la francesa, lo que no es extraño si se tiene en cuenta que cada país europeo tenía su propia tradición oral del personaje.

## Origen y desarrollo del argumento

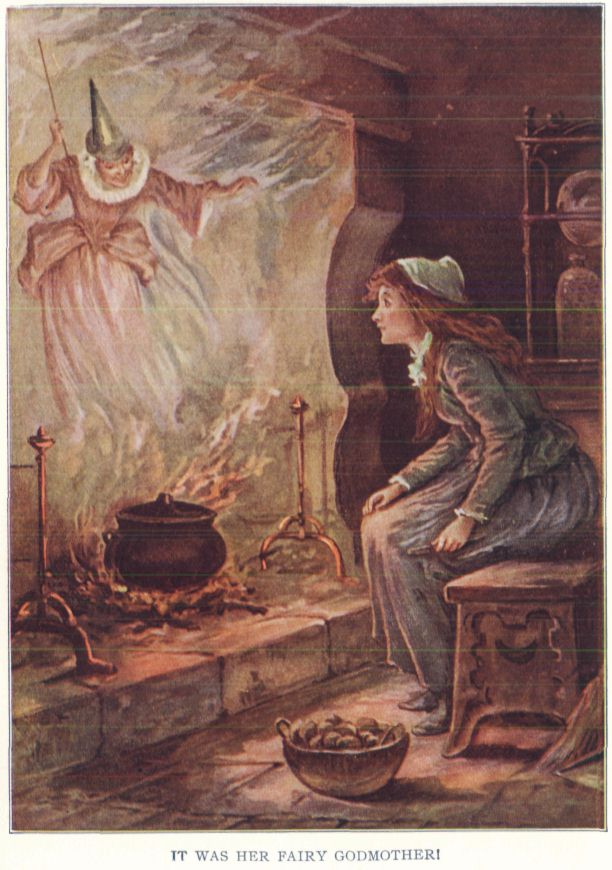
Ilustración de Oliver Herford (1863 – 1935), inspirada en la versión de Perrault, para Childhood's Favorites and Fairy Stories (Cuentos e historias favoritas de la infancia): A Cenicienta se le aparece su hada madrina.

El arquetipo de la Cenicienta, al igual que muchos otros cuentos de hadas, tiene una larga historia. Es así que se encuentran los primeros rastros en los antiguos egipcios (la historia de Ródope), luego entre los romanos, en el Imperio Chino del siglo IX (del que quedó como legado el "pequeño pie de Cenicienta") y en Persia a fines del siglo XII, en especial en la obra del año 1197 de Nezāmí Las siete bellezas (Haft Paykar; en persa, هفت پیکر), llamada también Bahram-Nama. 
El efecto y el relato de la Cenicienta son bastante complejos en la literatura, especialmente en el romanticismo alemán, inglés, ruso y francés. 
En el simbolismo de la literatura internacional también se encuentran varios motivos con interesantes combinaciones similares a la Cenicienta europea, sobre todo en las obras de Pushkin, Novalis, Tieck, Brentano, Eichendorff, E.T.A. Hoffmann, Hans Christian Andersen, Tennyson, Wilde, Mallarmé, Maeterlinck y Hofmannsthal. 
El tema de la Cenicienta lo tratan explícitamente Dietrich Grabbe en su Aschenbrödel de 1835 y Robert Walser en la revista Die Insel, en 1901. El poeta ruso Yevgueni Shvarts escribió en los años 20 del siglo XIX un cuento de hadas con el título Aschenbrödel (Cenicienta). Los motivos principales de la historia son: las palomas, los zapatos y las diferentes variantes del árbol. Las palomas son, desde los tiempos de la Antigua Grecia, las acompañantes tradicionales de Afrodita.
Si se reduce y banaliza el motivo principal del cuento de hadas presentándolo como la vida trágica de la heroína que espera el amor de un príncipe y se combina con la moral de que lo bueno siempre triunfa, se encontrarán varias "versiones" desarrolladas de la Cenicienta en la literatura trivial; especialmente en obras de Eugenia Marlitt y de Hedwig Courths-Mahler (1867 - 1950).

## Versiones antiguas

### Versiones europeas

#### Ródope

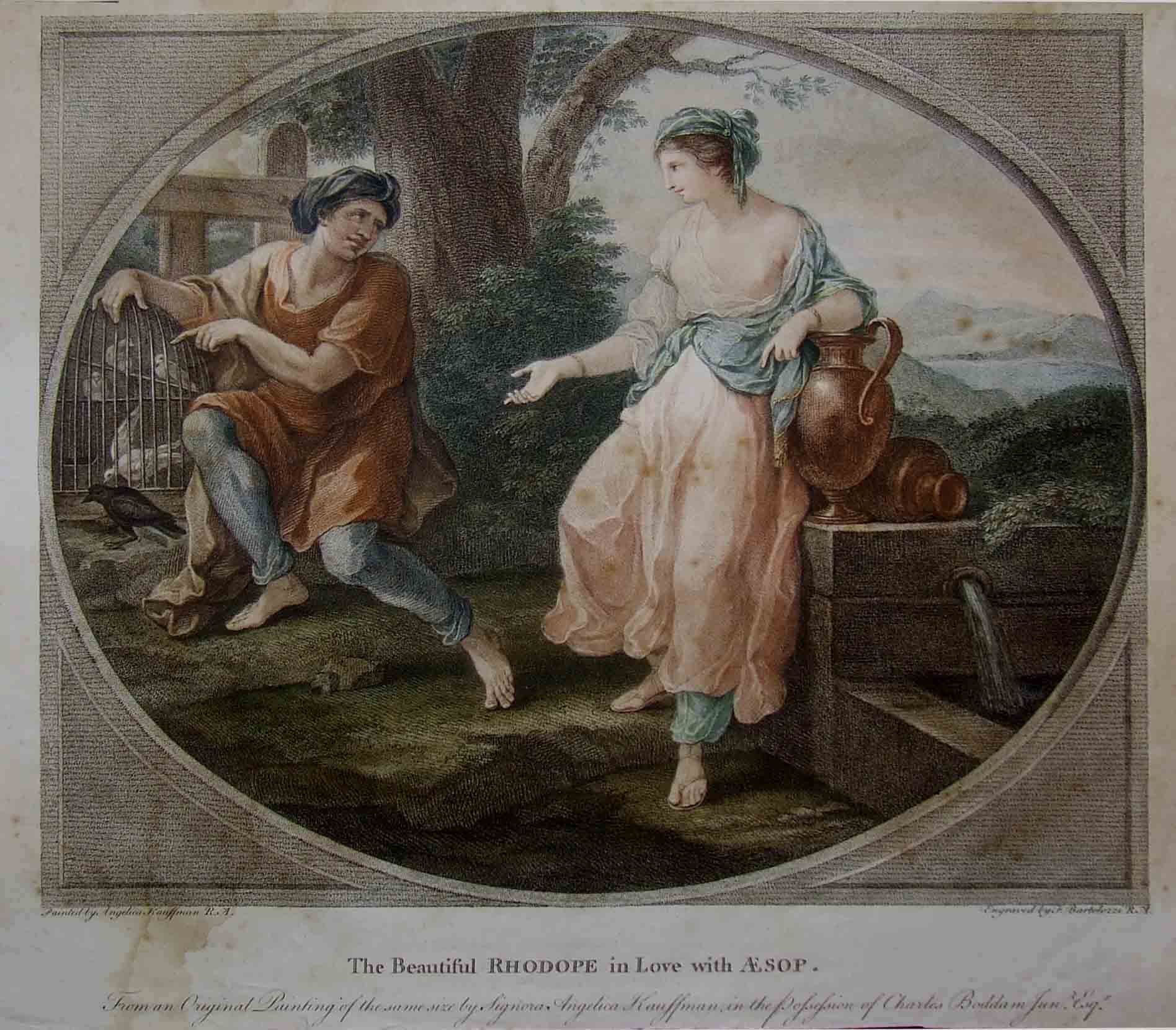
Ródope enamorada de Esopo: grabado de Francesco Bartolozzi (1727–1815) a partir de una pintura de Angelica Kauffmann.

La versión oral más vieja conocida de la Cenicienta es la antigua historia griega de Ródope, una cortesana griega que vivía en la colonia egipcia de Náucratis, y cuyo nombre significaba "mejillas rosadas". La historia había sido registrada por primera vez por el geógrafo griego Estrabón en su obra Geographica (libro 17, 33): El águila le arrebató una de sus sandalias a su criada y se la llevó a Menfis; y mientras el rey administraba justicia al aire libre, el águila, cuando llegó por encima de su cabeza, arrojó la sandalia en su regazo; y el rey, conmocionado tanto por la bella forma de la sandalia como por la extrañeza del hecho, envió hombres en todas las direcciones del país en busca de la mujer a la que pertenecía la sandalia; y cuando fue encontrada en la ciudad de Náucratis, fue llevada a Menfis, donde se convirtió en la esposa del rey.
Ya Heródoto había contado unos cinco siglos antes que Ródope procedía de Tracia, que no vivió en la época de Micerino como se contaba, sino mucho después, y que era esclava de Yadmo (Ἰάδμον) de Samos. Como miembro de la casa de Yadmo, Ródope fue compañera de esclavitud de Esopo. Fue llevada a Egipto en la época de Amosis II, y fue liberada de la esclavitud por un hermano de Safo, Caraxo, que pagó por Ródope una gran suma de dinero. En adelante, Ródope haría una fortuna dedicándose a la prostitución, en vez de casándose con un rey o faraón (como consta en otras versiones). Heródoto cuenta la leyenda de que una de las pirámides de Guiza fue construida por encargo de ella o para ella, pero no le da crédito.
La historia de Ródope fue también reportada más tarde por el orador romano Claudio Eliano (ca. 175 – ca. 235) en su obra Historias, escrita completamente en griego. En ella agregaba que el nombre en cuestión del faraón era Psamético I. El relato de Eliano indicaba que la historia de Ródope seguía siendo popular durante toda la época antigua.

#### Aspasia de Focea
Una segunda predecesora del personaje de Cenicienta, proveniente de la Antigüedad tardía, podía ser Aspasia de Focea. Su historia se cuenta en la Varia Historia de Claudio Eliano: huérfana en su temprana infancia y criada por su padre, Aspasia, a pesar de vivir en la pobreza, soñó con conocer a un hombre noble. Mientras se quedaba dormida, la niña tenía la visión de una paloma transformándose en una mujer, que le daba instrucciones sobre cómo eliminar una imperfección física y restaurar así su propia belleza. En otro momento, ella y otras cortesanas debían asistir a una fiesta organizada por el regente persa Ciro el Joven. Durante el banquete, el rey persa fijó su mirada en Aspasia e ignoró a las demás mujeres.

#### Le Fresne
El lay de Le Fresne ( "El fresno"), relatada por María de Francia en el siglo XII, es una variante de la historia de Cenicienta en la que una rica mujer noble abandona a su pequeña hija al pie de un fresno a las afueras de un convento de monjas con un anillo y un brocado como muestra de su identidad, porque es una de dos hermanas gemelas por la cual la madre teme que la pudiesen acusar de infidelidad (según la creencia popular, los gemelos eran evidencia de pertenecer a dos padres diferentes). El bebé es descubierto por el portero, que le pone el nombre de Fresne ("fresno" en francés) y es criada por las monjas. Después de haber alcanzado la madurez, un joven noble la ve y se convierte en su amante. El noble, sin embargo, se ve obligado a casarse con una mujer de su misma clase. Fresne acepta que nunca se podrá casar con su amado, pero espera en la cámara de la boda como una doncella. Cubre la cama con su propio brocado, pero, sin que ella lo pudiera sospechar, la novia de su amado era en realidad su hermana gemela, y su madre reconoce el brocado como el mismo que le había puesto a la hija que había abandonado tantos años antes. La verdadera paternidad de Fresne se revela y, como resultado de su nacimiento de noble cuna, se le permite casarse con su amado, mientras que su hermana gemela se casa con otra persona de la nobleza.

### Versiones asiáticas

#### Ye Xian
Una versión de la historia, Ye Xian, apareció en Yǒuyáng Zázǔ (Fragmentos varios de Youyang) escrito por Duan Chengshi alrededor de 860. En esta versión, Ye Xian es la hija del líder tribal local que murió siendo ella todavía joven. Debido a que su madre también había fallecido, estaba ahora bajo el cuidado de la segunda esposa con la que se había casado el padre, la cual abusaba todo el tiempo de ella. Se hace amiga de un pez, que es la reencarnación de su madre fallecida. Su madrastra y su media hermana matan al pez, pero Ye Xian encuentra los huesos, que eran mágicos, los cuales le ayudan a vestirse adecuadamente para un festival al que acude con unos zapatos dorados muy ligeros. Su familia adoptiva la reconoce en el festival, lo que la hace huir y perder accidentalmente un zapato. Posteriormente, el rey de otra isla marina obtiene el zapato y siente curiosidad al respecto, ya que nadie aparentaba tener el tamaño de pie que pudiera caber en el zapato. El rey busca en todas partes y finalmente llega a la casa de Ye, donde se prueba el zapato. El rey se da cuenta de que ella es la elegida y la lleva de regreso a su reino. Su cruel madrastra y su media hermana son asesinadas por peces voladores. Las variantes de la historia se encuentran también en muchos grupos étnicos de China.

#### Sumiyoshi Monogatari(El cuento de Sumiyoshi)
La versión existente de este cuento japonés (Sumiyoshi Monogatari), similar a la de la Cenicienta, data del siglo XIII, aunque ya se le mencionaba a principios del siglo XI en el Genji Monogatari (Cuento de Genji). Sumiyoshi se refiere a un pueblo y un santuario en el área de Osaka. Allí, en el santuario, se refugia la figura de la Cenicienta cuando su amante, después de un sueño, se reúne con ella.

#### Las mil y una noches
Varias formas diferentes de la historia aparecen en la medieval Las mil y una noches, incluidos "El cuento del segundo jeque", "La historia de Zobeida, la mayor de las jóvenes" y "Abdallah ibn Fadil y sus hermanos", casi siempre relacionados con el tema de un hermano menor acosado por sus dos hermanos mayores en estado celoso. En algunos de éstos se trata de hermanas, mientras que en otros son hombres. Uno de los cuentos, "Judar y sus hermanos", se aleja de los finales felices de anteriores variantes y se rehace en una trama con final trágico, donde el hermano menor es envenenado por sus hermanos mayores.

#### Tam y Cam
La historia de Tam y Cam, de Vietnam, es similar a la versión china. La heroína Tấm también tenía un pez que fue asesinado por la madrastra y la media hermana, y sus huesos también le dieron ropa. Más tarde, después de casarse con el rey, Tấm fue asesinada por su madrastra y su hermana, y se reencarnó varias veces en forma de pájaro, telar y una "manzana de oro". Finalmente se reunió con el rey y vivió feliz para siempre.

#### Frente de Luna
Frente de Luna (persa: ماه پیشونی, mâh pishâni) es la versión iraní de la historia. Esta versión trata sobre Shahrbanou, hija de un rico comerciante y su malvada madrastra y hermanastra. Al final de la historia, Shahrbanou se casa con un príncipe, quien se había enamorado de ella después de haberla visto en una boda.

## Versiones literarias

### Cenerentola, de Giambattista Basile
Giambattista Basile, un militar napolitano, incluyó en su antología póstuma El cuento de los cuentos (1634) la historia de Cenerentola. En esta versión ya aparecen elementos que perdurarían en versiones posteriores, escritas por Charles Perrault y los Hermanos Grimm: la malvada madrastra de Cenicienta y las dos malvadas hermanastras de Cenicienta, las transformaciones mágicas todas ellas creadas por el hada buena y madrina de Cenicienta, la pérdida del zapato de Cenicienta y la búsqueda de la dueña del zapato perdido de Cenicienta por un príncipe.
Varían el hecho de que su padre es un príncipe, que la madrastra era su institutriz y el número de hermanastras.

### Cendrillon ou la petite pantoufle de verre, de Charles Perrault
El cuento de Charles Perrault se publicó en 1697 en la colección Cuentos de Mamá Ganso, o, literalmente, Los cuentos de mi madre la Oca (Les Contes de ma mère l'Oye).

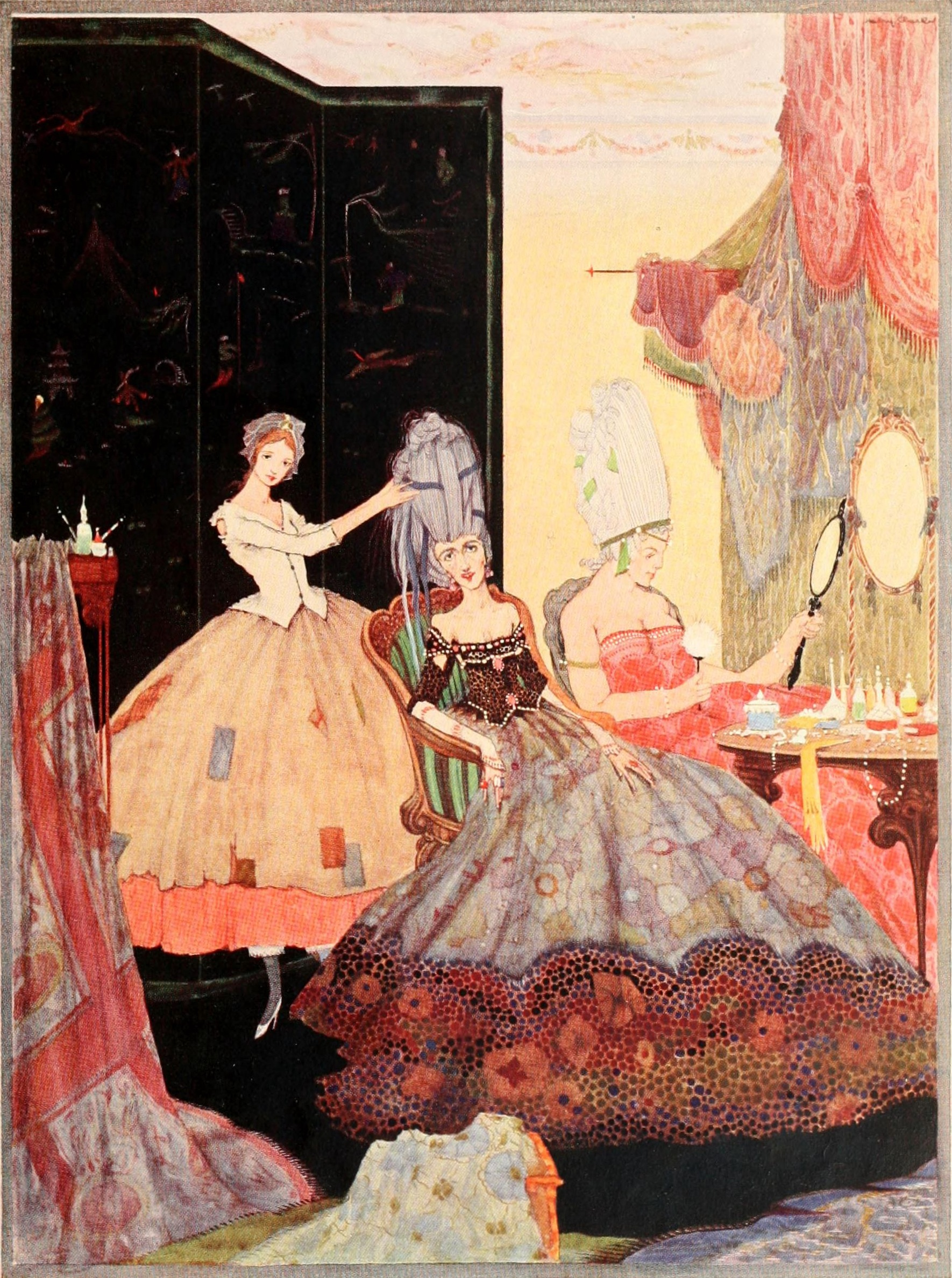
Ilustración de Harry Clark para una edición de los cuentos de Perrault en 1922: Cenicienta ayuda a sus hermanastras a vestirse para ir al baile.

Trama:
Cenicienta es la única hija nacida de la fallecida y primera esposa de un noble y rico hombre y que se casa por segunda vez con una malvada mujer también viuda que tiene dos hijas de su primer matrimonio, también de un corazón tan duro y cruel como el de ella. La malvada madrastra de Cenicienta la obliga a vestirse con ropa vieja, estropeada y sucia y a hacer todas las tareas de la casa, para así tener a la hija de su segundo esposo por debajo de las dos hijas suyas. De estas dos, la hermanastra menor de Cenicienta es menos cruel con Cenicienta.
Para casar al príncipe, su padre, el rey, organiza una gran fiesta en su castillo e invita a las jóvenes del reino a un baile en una fiesta en el castillo en donde el príncipe heredero del trono habrá de escoger a su futura esposa.
Ilustraciones de Gustave Doré para una edición de los cuentos de Perrault en 1867.
Cuando se van al baile las dos hermanastras y la madrastra, Cenicienta, que ha tenido que ayudarlas a vestirse, es obligada a quedarse en la casa. En medio de su desesperación, a Cenicienta se le aparece su hada madrina. Cenicienta le pide ayuda y el hada madrina, haciendo uso de  su varita mágica, convierte una calabaza en una carroza dorada. Luego, los ratones, las ratas y las lagartijas de una trampa son convertidos, también por arte de magia, en lacayos, cocheros y caballos tordos. El hada madrina roza con la varita mágica a Cenicienta, y entonces la ropa sucia y estropeada que lleva la muchacha se convierte en un vestido precioso de princesa. El hada madrina le regala además unos zapatos de cristal a Cenicienta para que los lleve al baile, pero le dice que tiene que volver antes de la medianoche, porque si no, se romperá el hechizo.
Cenicienta acude al baile, y allí es la más hermosa; ni siquiera la malvada madrastra de Cenicienta ni las dos hermanastras la reconocen. Antes de la medianoche, Cenicienta se escabulle de la fiesta del baile del castillo del príncipe y vuelve a casa.
Al día siguiente, Cenicienta vuelve al palacio para el segundo baile, y está aún más hermosa, con otro vestido de princesa precioso. Al empezar a sonar las campanadas de medianoche, Cenicienta sale corriendo a toda prisa y pierde uno de los zapatos de cristal. El príncipe, enamorado de la muchacha, manda a un lacayo para que la busque.
Se prueba el zapato de cristal a las muchachas del reino, y a ninguna puede calzárselo, pero a Cenicienta le calza con facilidad. En aquel momento aparece el hada madrina y convierte el vestido sucio y estropeado de Cenicienta en un vestido maravilloso y hermoso digno de una hermosa y dulce princesa.
Cenicienta perdona a su malvada madrastra y a sus dos hermanastras, que irán a su boda y se casarán el mismo día con dos señores ricos y nobles de la corte. Y así todos vivirán felices para siempre.

### Aschenputtel, de los hermanos Grimm

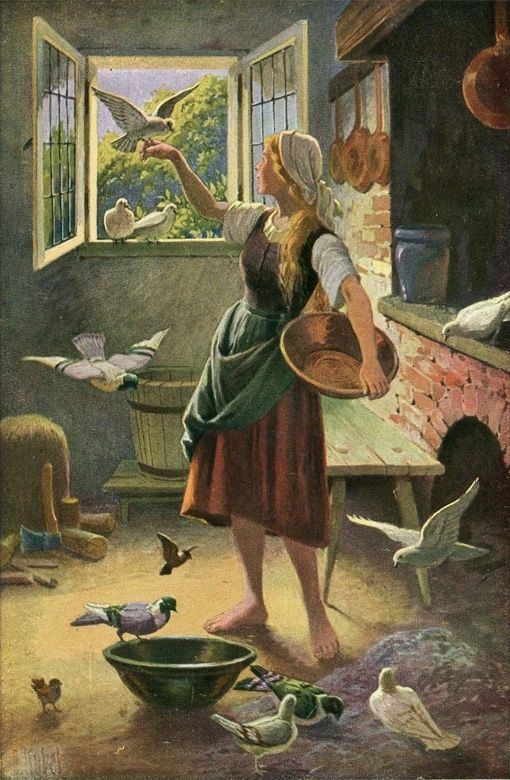
Ilustración de Otto Kubel, alrededor de 1930.

La versión de los escritores alemanes Jacob y Wilhelm Grimm se publicó a principios del siglo XIX dentro de la colección Kinder- und Hausmärchen (Cuentos para la infancia y el hogar).

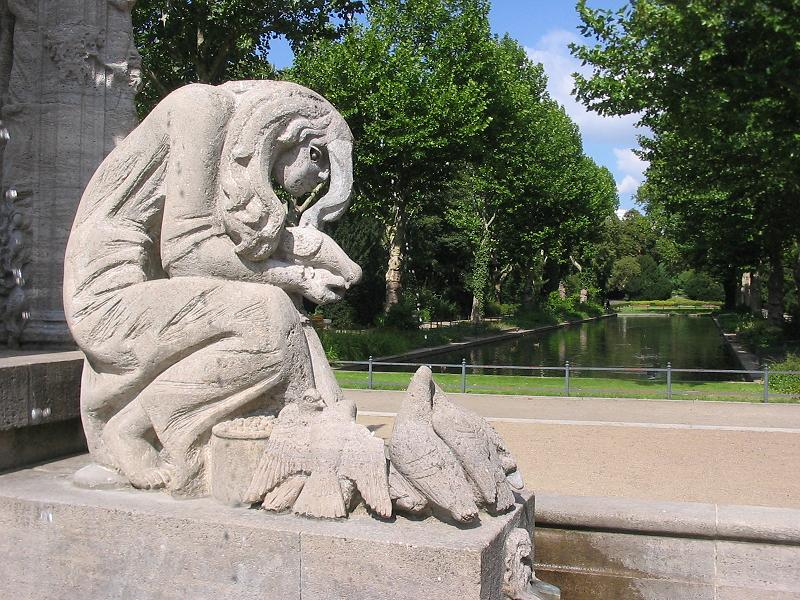
Katharina Szelinski-Singer (1918 - 2010): Aschenputtel; estatua de caliza de la Cenicienta en la Fuente de los Cuentos de Hadas (Märchenbrunnen), en Von-der-Schulenburg-Park, del barrio berlinés Neukölln. La estatua se incorporó en 1970, tiempo de restauración de la fuente, que es obra de 1915 de Ernst Moritz Geyger (1861 - 1941).

Trama:
Hace mucho tiempo, una joven doncella, su madre y su padre llevaban una hermosa vida, pero al poco tiempo la madre se enferma y muere, por lo que ellos deciden enterrarla en una tumba que está en una fuente cercana a la casa donde viven. Estaban tan destrozados que todos los días iban a llorar frente a su tumba.
Tiempo después, el hombre se casa con una mujer viuda que tiene dos hijas de su fallecido esposo, de un rostro hermoso pero de corazón muy duro y cruel como el de su madre. Vienen entonces muy malos tiempos para la pobre huérfana: la madrastra y las dos hermanastras le quitan todos los vestidos que tiene y la obligan a ocuparse de la limpieza del hogar y también a vestirse con ropa vieja, estropeada y sucia, por lo que la pobre muchacha pasa a ser la sirvienta de la casa en que vive llena de polvo y cenizas, así que se dirigen y se refieren a ella llamándola Cenicienta.
Un día, el padre fue a una feria y le pregunta a su hija Cenicienta y a sus dos hijastras qué quieren que les traiga de la feria. Las dos hijastras piden vestidos y sortijas; su hija Cenicienta sólo pide una rama, que luego plantará al lado de la tumba de su fallecida y amada madre y regará con sus lágrimas.
Poco tiempo después, junto a la tumba ya hay un frondoso avellano. En él, acostumbra a posarse un pajarillo que concede a Cenicienta lo que ella desee.
Para que el príncipe escoja una muchacha y la convierta en su futura esposa, su padre, el rey, invita a todas las jóvenes del reino a una fiesta de un baile en su castillo que durará tres días. A Cenicienta le piden sus dos hermanastras que las ayude a arreglarse para ir al baile. Por su parte, Cenicienta pide asistir, pero su malvada madrastra se opone y se ríe de ella y le prohíbe asistir a la fiesta del baile en el  castillo.
En cuanto se queda sola en casa, Cenicienta se dirige a la tumba de su madre, y debajo del árbol, pide un hermoso vestido de princesa y unos zapatos dorados. El pájaro se los concede, y así Cenicienta puede ir al primer baile.
Una vez allí, tan hermosa está que no es reconocida por su malvada madrastra ni por sus dos hermanastras. El príncipe, embelesado, baila toda la noche con Cenicienta. Pero antes de que termine la noche, ella escapa para no ser descubierta ni por sus dos hermanastras ni por su madrastra.
La noche siguiente, el pájaro concede a Cenicienta un vestido de princesa aún más hermoso que el anterior, sin olvidar los zapatos dorados; y de nuevo baila Cenicienta toda la noche con el príncipe, y vuelve a escapar antes de ser descubierta por sus dos hermanastras y por su malvada madrastra.
La tercera noche, el pájaro concede a Cenicienta unos zapatos de oro y un vestido de princesa aún más hermoso que los dos anteriores. En el baile, el príncipe, para evitar que Cenicienta vuelva a escaparse sin revelar su identidad, hace untar las escaleras con pegamento. Al escapar, Cenicienta pierde uno de los zapatos dorados, que queda pegado en la escalera. El príncipe lo toma y decide buscar a la dueña de ese pequeño zapato de oro.
Al día siguiente, el príncipe sale en busca de la muchacha. Cuando llega a la casa de Cenicienta, pide al padre que le traiga a sus hijas. Salen a presentarse al príncipe las dos hermanastras de Cenicienta, pero no sale Cenicienta. La hermanastra mayor de Cenicienta se prueba el zapato, pero no le entra. Su madre le dice que se corte dos dedos del pie para que el zapato le entre, y ella lo hace, disimulando el dolor, sale con el zapato puesto, y el príncipe se marcha con ella. Pero dos palomas le dicen al príncipe que la muchacha que va con él no es la dueña del zapato. El príncipe ve la sangre en el pie de la muchacha y vuelve a la casa para probar el zapato en el pie de la hermanastra menor de Cenicienta.
Tampoco puede la hermanastra menor de Cenicienta calzarse el zapato, así que su madre le dice que se corte el talón. Ella hace caso a su madre y luego, disimulando el dolor también, sale con el zapato puesto. El príncipe la hace montar en el caballo y se va con ella, pero vuelven las palomas y le dicen lo mismo que ya le han dicho de la otra hermanastra mayor de Cenicienta.
Otra vez ve sangre el príncipe, así que vuelve a la casa y pregunta si queda allí alguna otra doncella. La malvada madrastra de Cenicienta le dice al príncipe que tiene una hija más que en realidad es su única hijastra llamada Cenicienta, pero que es imposible que sea ella la dueña del zapato, ya que va sucia y mal vestida, y no pudo acudir al baile. El príncipe insiste en verla, así que se la presentan y, al probarle el zapato de oro, calza este perfectamente. Entonces, el príncipe se lleva a Cenicienta para desposarla.
Durante la boda de Cenicienta y el príncipe, las dos malvadas hermanastras no escapan a la ira de la princesa Cenicienta y son picadas en los ojos por las palomas, que así las dejan ciegas durante el resto de sus vidas en castigo por sus maldades.

## Personajes
Los siguientes son los personajes que intervienen en las versiones literarias más representativas de la historia:
- La Cenicienta: Es la protagonista del cuento. Es bondadosa, compasiva y humilde pese a sufrir por los maltratos y las humillaciones de su madrastra y sus dos hermanastras.
- El príncipe: Heredero del trono del reino e interés amoroso de la Cenicienta de quien se enamora embelesado con su belleza tras bailar con ella.
- La madrastra: Es la villana principal del cuento. Es la malvada, cruel y ambiciosa madrastra de la Cenicienta. Influye mucho en las decisiones de sus hijas y le hace la vida imposible a su hijastra.
- Las hermanastras: Son las dos malvadas hermanastras de la Cenicienta a quien odian y envidian. Una es mucho más malvada y cruel que la otra.
- El Hada Madrina / El pajarillo: Ser mágico que sirve como protector, confidente y aconsejador de la Cenicienta a quien le cumple los deseos de ir a las fiestas del príncipe para bailar con él.
- El rey: Padre de la Cenicienta el cual se casa con una malvada mujer tras la muerte de su primera esposa.
- La reina: Madre de la Cenicienta. Cuando su hija aún es una niña se enferma y al poco tiempo muere producto de su mortal enfermedad.

## En la cultura popular

### Ópera y ballet
- La Cenerentola (1817), de Gioachino Rossini.
- La Cenicienta (1966), ópera infantil de Jorge Peña Hen.
- Cinderella (1945), ballet de Serguéi Prokófiev.
- Cinderella (2011), ballet de Lera Auerbach.

### Cine y televisión
- La Cenicienta (1950), película de Walt Disney considerada como uno de los clásicos de Disney así como la adaptación cinematográfica más conocida del cuento.
- Grecia (1987), telenovela argentina protagonizada por Grecia Colmenares y Gustavo Bermúdez, con una inspiración libre y juvenil del cuento de La Cenicienta, transmitida por Canal 13 y antagonizada por Elizabeth Killian (Rufina) y María Socas (Jorgelina). Narra la vida de Grecia, una huérfana qué vive en un orfanato, hasta su mayoría de edad, cuando va a vivir a casa de su tía Rufina, quien la lleva a su casa, en donde vive con sus dos hijas. Al salir al pueblo, conocerá a Gustavo, el hijo de un malvado hombre que oculta un gran secreto, el cual lo une a la protagonista. El amor entre Grecia y Gustavo vivirá todo tipo de peripecias para triunfar. Cuando Grecia sepa que su enamorado es el novio de su prima Jorgelina, la guerra por el amor de Gustavo, se desatará.
- Cenicienta (1997), producida para televisión. Protagonizada por Brandy y Whitney Houston. Es una versión del clásico a partir de la intervención de la protagonista y varios personajes de raza negra.
- Ever After: A Cinderella Story (1998), película protagonizada por Drew Barrymore, Dougray Scott y Anjelica Huston, considerada la versión live-action más popular del cuento desde una perspectiva realista.
- Floricienta (2004-2005), exitosa teleserie argentina que toma diversos elementos del cuento original en un formato de melodrama clásico mezclado con musical. Tuvo además otras versiones en distintos países de Latinoamérica como Brasil, Colombia, Portugal, Chile y México.
- A Cinderella Story (2004), comedia romántica, recrea una versión modernizada y paródica del cuento. Protagonizada por Hilary Duff, Chad Michael Murray, Jennifer Coolidge y Regina King.
- La Cenicienta (2015), adaptación en imagen real del clásico animado de Walt Disney, producida por Walt Disney Pictures. Con las actuaciones de Lily James, Cate Blanchett, Richard Madden y Helena Bonham Carter.
- Tres deseos para Cenicienta (2021), es una película de Noruega protagonizada por Astrid S, Cengiz Al y Ellen Dorrit Petersen, una adaptación dirigida por Cecilie Mosli.
- Cenicienta (2021), comedia musical que modifica diversos aspectos argumentales del conocido cuento clásico de Perrault. Protagonizada por Camila Cabello, Nicholas Galitzine, Idina Menzel y Billy Porter.
- Princesas (2020-2021), telenovela peruana producida por América Televisión que cuenta las historias de cuatro princesas en una versión moderna, entre ellas Cenicienta. Con las participaciones de Tatiana Calmell como Danielle (la Cenicienta), Mauricio Abad como Felipe (el Príncipe Azul), Patricia Portocarrero como la malvada madrastra y Andrea Luna y Giuliana Muente como las dos hermanastras.
- Cinderella Curse (2024), próxima película de terror en donde Cenicienta es una psicópata asesina que planea vengarse de cualquiera que se atraviese en su camino.
- Cinderella Revenge (2024), película de terror y gore en donde Cenicienta cansada de los abusos de su madrastra y hermanastra, decide pedirle ayuda a la hada madrina para vengarse de ellas.

### Videojuegos
- Konami se publica a Shinderera Monogatari para Konami Picno en 1995.

### Canciones
- El grupo de disco, R&B, y funk estadounidense Kool & The Gang en su tema "Fresh" lanzado en 1984, se aprecia una versión moderna del cuento basándose en lo básico del relato elaborado por los hermanos Grimm, adaptándose este a la cultura de la música disco afroamericana del momento, esencialmente en la letra y más explícitamente dentro de la trama del videoclip.
- El grupo Italo disco Martinelli tienen un tema llamado Cenerentola que describe la llegada y partida de cenicienta al baile.

## Nombres en otros idiomas
Estos son algunos de los nombres del personaje de la Cenicienta en lenguas europeas:
- Lenguas romances:
  - Francés: Cendrillon
  - Gallego: Cincenta
  - Italiano: Cenerentola
  - Portugués: Cinderela
  - Catalán: Ventafocs, Cendrosa
  - Rumano: Cenuşăreasa
- Griego: Σταχτοπούτα (Stajtopoúta)
- Lenguas celtas: 
  - Bretón: Luduennig
  - Irlandés: Luaithríona
- Lenguas germánicas:
  - Alemán: Aschenputtel; en la versión de Ludwig Bechstein, Aschenbrödel
  - Danés: Askepot
  - Inglés: Cinderella
  - Neerlandés: Assepoester
  - Noruego Bokmål: Askepott
  - Sueco: Askungen
- Lenguas bálticas: 
  - Lituano: Pelenė
- Lenguas eslavas:
  - Búlgaro: Пепеляшка (Pepeliashka)
  - Checo: Popelka
  - Croata: Pepeljuga
  - Esloveno: Pepelka
  - Macedonio: Пепелашка (Pelelashka)
  - Polaco: Kopciuszek
  - Ruso: Золушка (Zólushka)
  - Serbio: Pepeljuga
  - Serbocroata: Pepeljuga
  - Ucraniano: Попелюшка (Popeliushka)
- Lenguas ugrofinesas:
  - Estonio: Tuhkatriinu
  - Finlandés: Tuhkimo
  - Húngaro: Hamupipőke
- Euskera: Errauskine
- Esperanto: Cindrulino